# A1 Telekom Austria Group
Telekom Austria AG est une entreprise de télécommunication autrichienne. L'entreprise détient A1 Telekom Austria.

## Histoire
Telekom Austria est issue de la scission en 1998 de la Post und Telekom Austria (PTA). En novembre 2000, l'entreprise est entrée à la Bourse de Vienne et au New York Stock Exchange (NYSE)[réf. nécessaire].
En juin 2012, America Movil prend une participation de 21 % dans Telekom Austria, faisant passer sa participation totale à 23 % dans cette dernière pour un montant non dévoilée. En juillet 2014, America Movil prend une autre participation de 23,5 % dans Telekom Austria, faisant passer sa participation totale à 50,8 %. En juillet 2016, América Móvil après avoir fait monté sa participation à 59,7 %, annonce la vente d'une participation de 7,8 %, pour n'avoir plus qu'une participation de 51,89 %.
En décembre 2016, Telekom Austria annonce acquérir Metronet Telekomunikacije, une entreprise de télécommunication croate, pour un montant non dévoilé.
En 2017, Telekom Austria achète Exoscale (fournisseur suisse du service Cloud) à travers sa filiale digitale, A1 Digital,.